# Spelyngochthonius sardous
Espèce
Spelyngochthonius sardous est une espèce de pseudoscorpions de la famille des Chthoniidae.

## Distribution
Cette espèce est endémique de Sardaigne en Italie,.

## Étymologie
Son nom d'espèce lui a été donné en référence au lieu de sa découverte, la Sardaigne.

## Publication originale
- Beier, 1955 : Höhlen-Pseudoscorpione aus Sardinien. Fragmenta Entomologica, vol. 2, p. 41-46.